# 纹瓣兰
纹瓣兰（学名：Cymbidium aloifolium）为兰科兰属下的一个种。纹瓣兰，附生植物；假鳞茎卵球形，长3-6（-10)厘米，宽2.5-4厘米，通常包藏于叶基之内。叶4-5枚，带形，厚革质，坚挺，略外弯，长40-90厘米，宽1.5-4厘米，先端不等的2圆裂或2钝裂，关节位于距基部8-16厘米处。花葶从假鳞茎基部穿鞘而出，下垂，长20-60厘米；总状花序具（15-）20-35朵花；花苞片长2-5毫米；花梗和子房长1.2-2厘米；花略小，稍有香气；萼片与花瓣淡黄色至奶油黄色，中央有1条栗褐色宽带和若干条纹，唇瓣白色或奶油黄色而密生栗褐色纵纹；萼片狭长圆形至狭椭圆形，长1.5-2厘米，宽4-6毫米；花瓣略短于萼片，狭椭圆形；唇瓣近卵形，长1.3-2厘米，3裂，基部多少囊状，上面有小乳突或微柔毛；侧裂片超出蕊柱与药帽之上，中裂片外弯；唇盘上有2条纵褶片，略弯曲，中部变窄或有时断开，末端和基部膨大；蕊柱长1-1.2厘米，略向前弧曲；花粉团2个。蒴果长圆状椭圆形，长3.5-6.5厘米，宽2-3厘米。花期4-5月，偶见10月。
产广东、广西、贵州和云南东南部至南部。生疏林中或灌木丛中树上或溪谷旁岩壁上，海拔100-1100米。从斯里兰卡北至尼泊尔，东至印度尼西亚爪哇，均有分布。

## 扩展阅读
- 維基物種上的相關：纹瓣兰